# Komm, du süße Todesstunde
Komm, du süße Todesstunde (in tedesco, "Vieni, dolce ora della morte") BWV 161 è una cantata di Johann Sebastian Bach.